# Calheta (Azoren)
Calheta ([kɐˈʎetɐ] ) ist eine Kleinstadt (Vila) auf der Azoreninsel São Jorge, Portugal mit 1275 Einwohnern (Stand 19. April 2021).

## Geschichte
Calheta ist eine der ältesten Ortschaften (povoações) von São Jorge; sie wuchs nach ihrer Gründung 1493 schnell, denn sie erleichterte mit ihrem Hafen die Verbindung zur nächstgelegenen Insel Terceira im Nordosten beträchtlich.
Am 3. Juni 1534 wurde Calheta von König João III. zu einer Vila erhoben.
Im Laufe der Geschichte wurde der Ort mehrfach von Piraten und Korsaren attackiert und verwüstet, so beispielsweise im Jahr 1597. Infolgedessen wurde in Calheta die Festung Forte da Preguiça errichtet, die noch heute erhalten ist und renoviert wurde.
Ein besonders starkes Erdbeben ereignete sich am 9. Juli 1757, Mandado de Deus genannt. Am 4. Oktober 1945 richtete ein schwerer Tsunami Zerstörungen an.

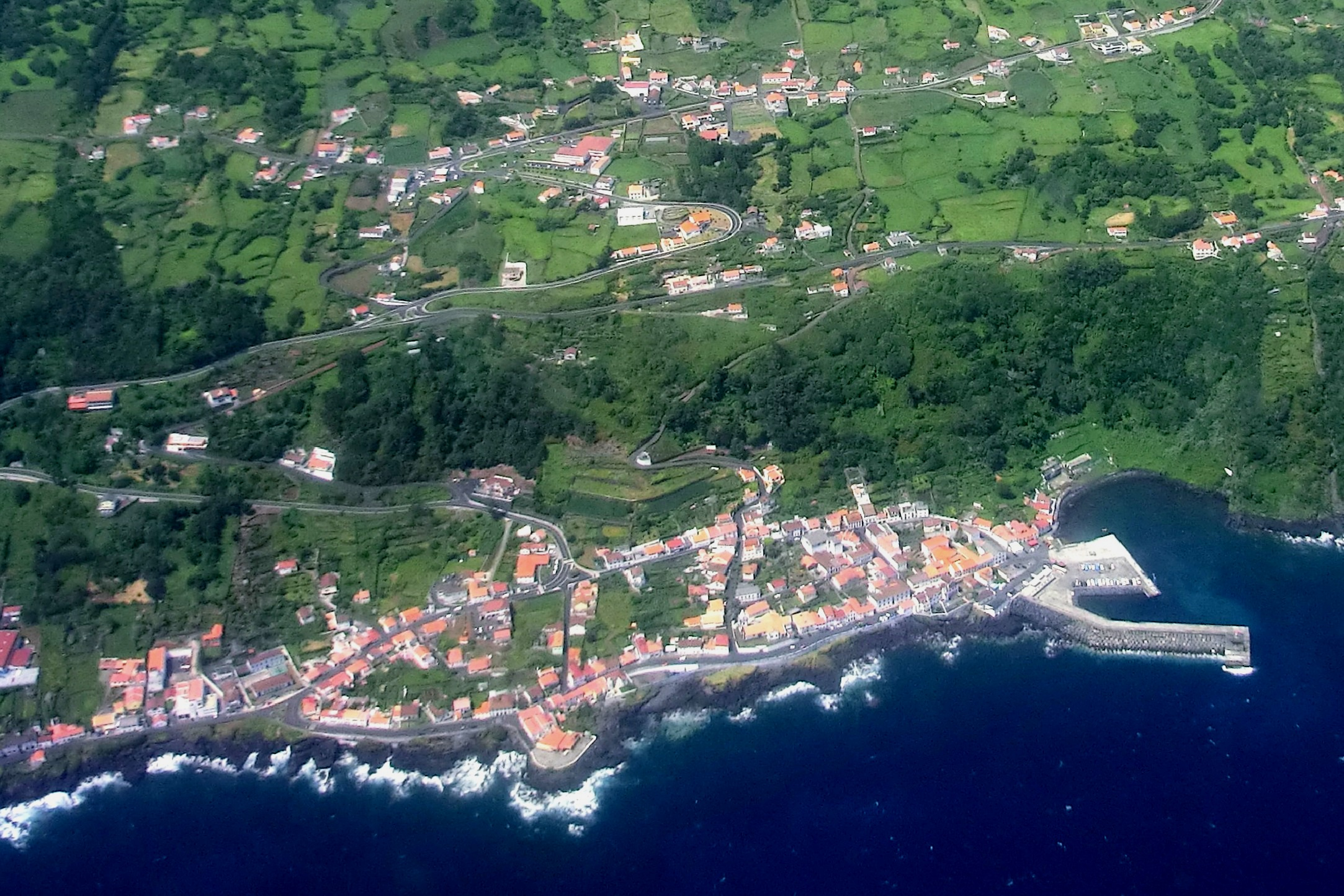
Calheta aus der Luft
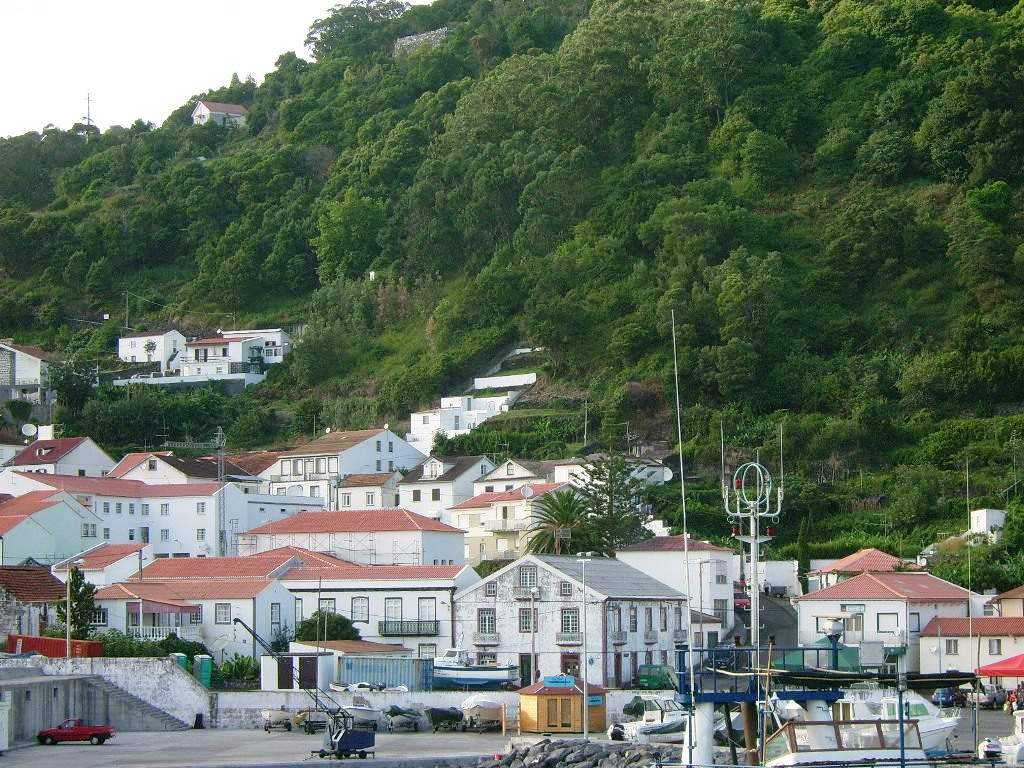
Teilansicht von Calheta
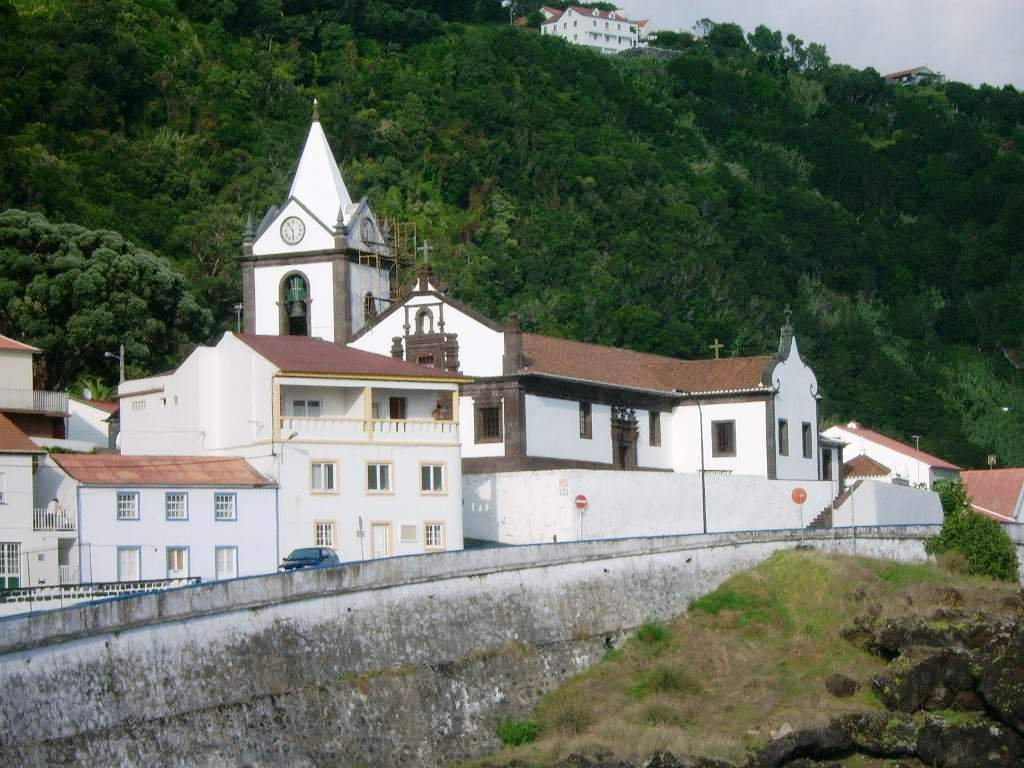
Pfarrkirche Santa Catarina
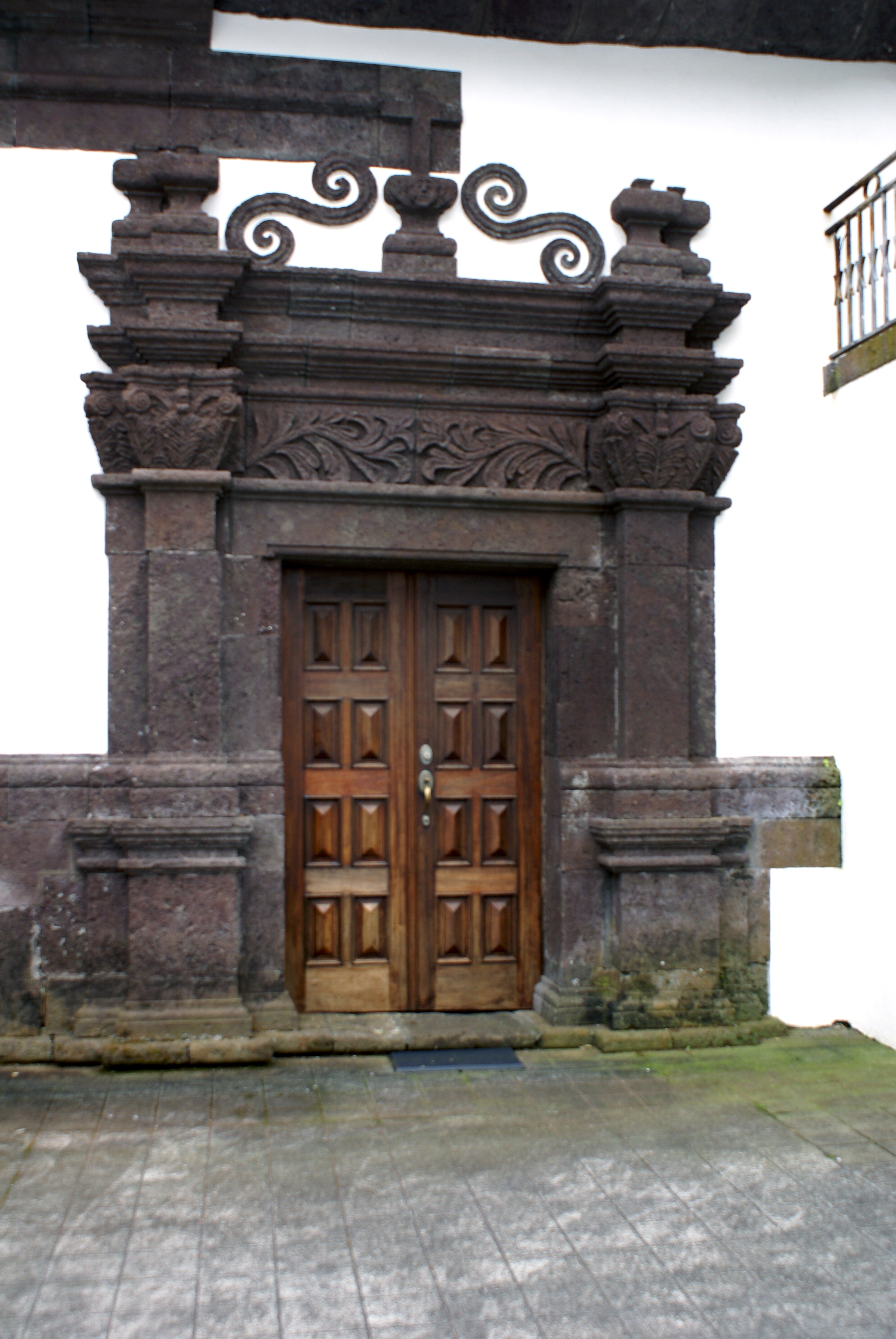
Portal der Pfarrkirche Santa Catarina
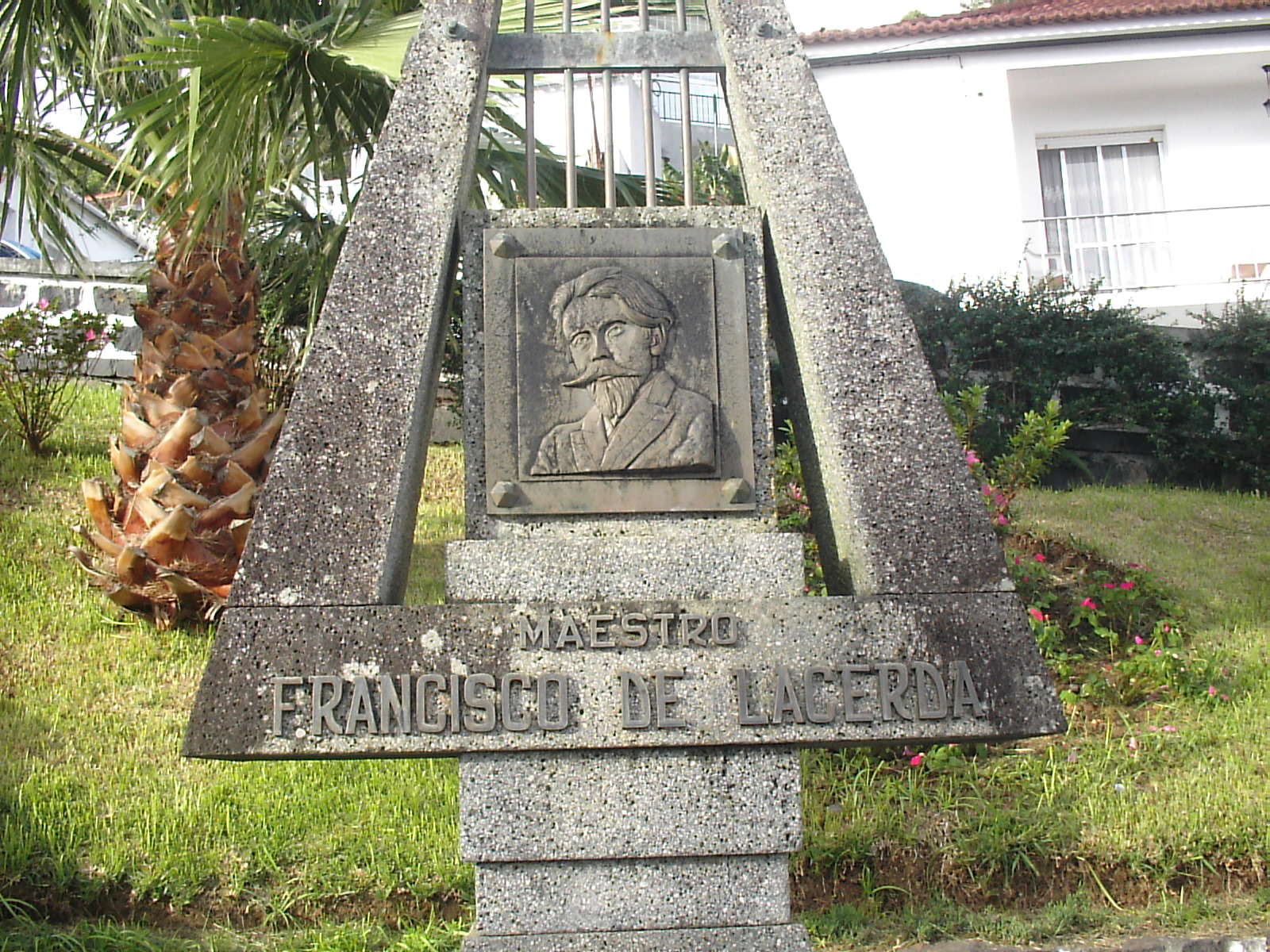
Denkmal für Francisco de Lacerda
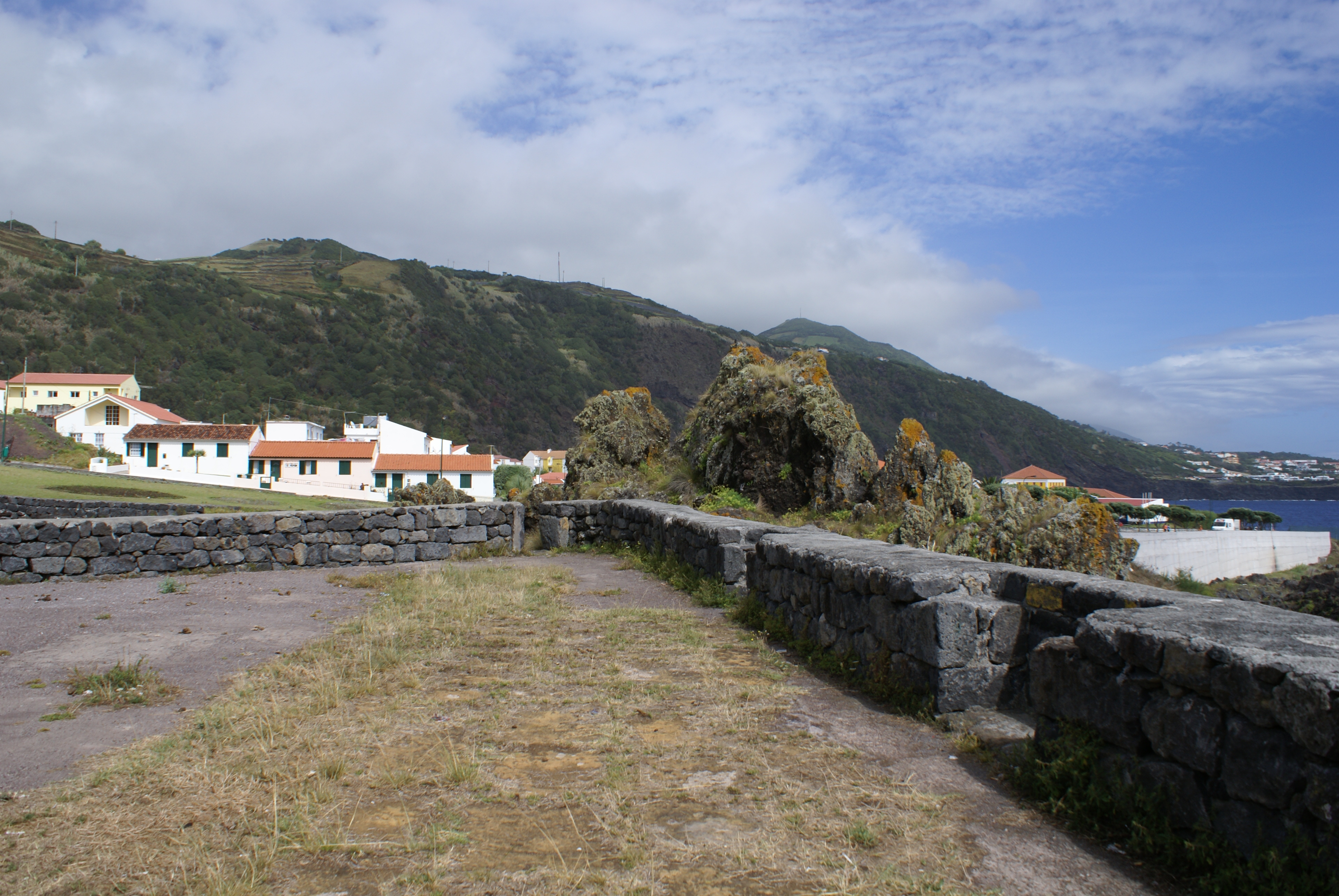
Festung Forte da Preguiça

## Bauwerke in der Kreisstadt Calheta
Die barocke Pfarrkirche Santa Catarina aus dem 16. Jahrhundert hat ein repräsentatives Portal aus Basalt und birgt in ihrem Innern verschiedene Gemälde und andere Kunstwerke aus dem 17. Jahrhundert. Bekannt ist ebenfalls die Parkanlage Jardim  Maestro Francisco de Lacerda im Ortskern von Calheta. Sie wurde zu Ehren des Pianisten Francisco de Lacerda angelegt, der 1869 in Ribeira Seca im Kreis Calheta geboren wurde, und an den in der Stadt ein Denkmal erinnert. Ihm ist auch ein Teil des Regionalmuseums Museu Francisco Lacerdagewidmet, das in einem Gebäude von 1811 untergebracht ist. Das 2008 gegründete Museum widmet sich auch dem Thema der Auswanderung von den Azoren.

## Infrastruktur
Die Kreisstadt Calheta verfügt über Einkaufsmöglichkeiten, eine Jugendherberge, einen Campingplatz und ein Hotel. Von und nach Velas besteht werktags eine Busverbindung.

## Kreis Calheta
Calheta ist der Sitz eines Municipios von 126,3 km² mit 3437 Einwohnern (Stand 19. April 2021), das in fünf Freguesias unterteilt ist. Diese sind:

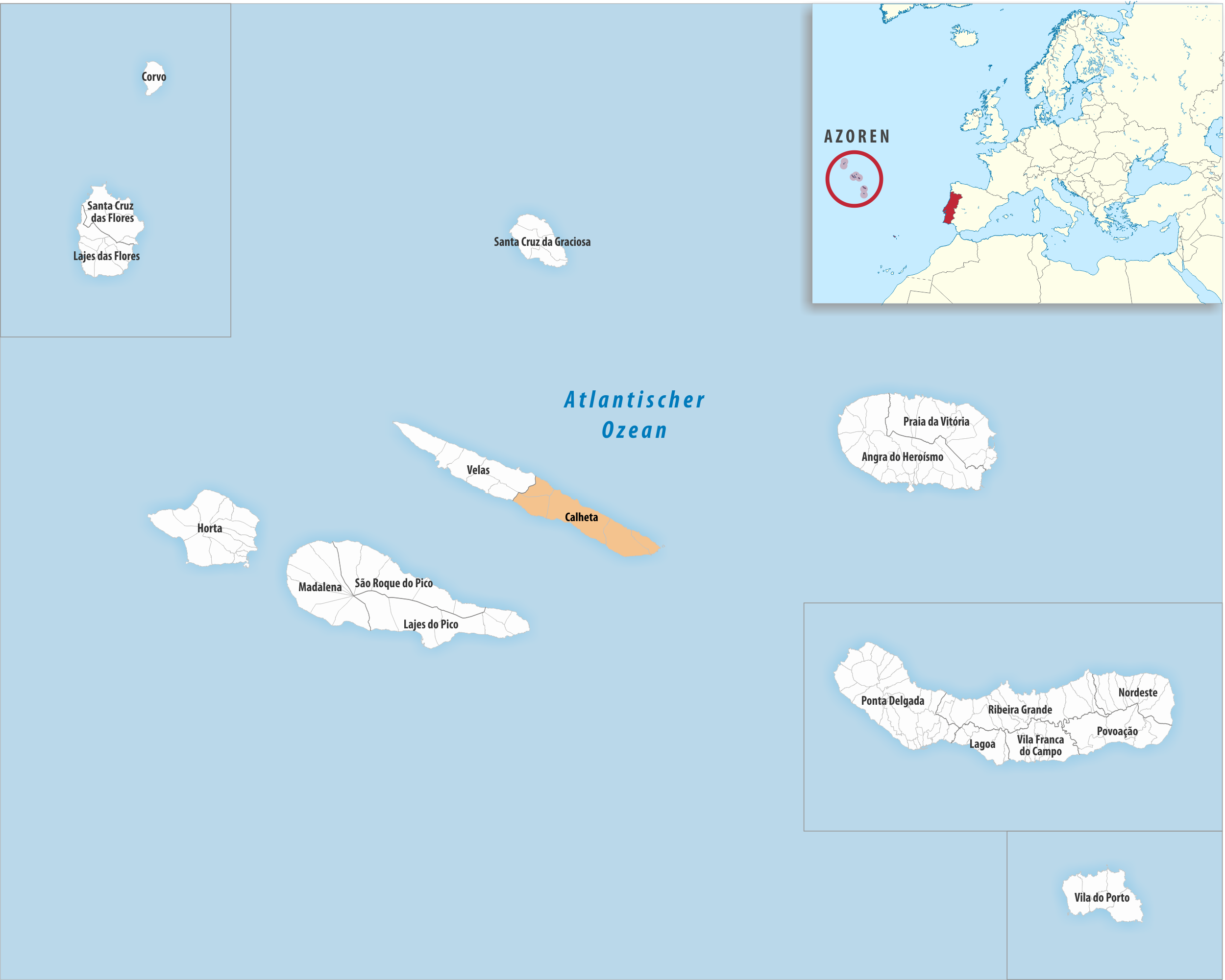
Kreis Calheta

| Gemeinde      | Einwohner (2021) | Fläche km² | Dichte Einw./km² | LAU- Code |
| ------------- | ---------------- | ---------- | ---------------- | --------- |
| Calheta       | 1.275            | 18,81      | 68               | 450101    |
| Norte Pequeno | 196              | 12,11      | 16               | 450102    |
| Ribeira Seca  | 897              | 53,77      | 17               | 450103    |
| Santo Antão   | 629              | 32,34      | 19               | 450104    |
| Topo          | 440              | 9,24       | 48               | 450105    |
| Kreis Calheta | 3.437            | 126,27     | 27               | 4501      |

### Bevölkerungsentwicklung
| Einwohnerzahl im Kreis Calheta 1849–2011 | Einwohnerzahl im Kreis Calheta 1849–2011 | Einwohnerzahl im Kreis Calheta 1849–2011 | Einwohnerzahl im Kreis Calheta 1849–2011 | Einwohnerzahl im Kreis Calheta 1849–2011 | Einwohnerzahl im Kreis Calheta 1849–2011 | Einwohnerzahl im Kreis Calheta 1849–2011 | Einwohnerzahl im Kreis Calheta 1849–2011 | Einwohnerzahl im Kreis Calheta 1849–2011 | Einwohnerzahl im Kreis Calheta 1849–2011 |
| Jahr                                     | 1849                                     | 1900                                     | 1930                                     | 1960                                     | 1981                                     | 1991                                     | 2001                                     | 2004                                     | 2011                                     |
| ---------------------------------------- | ---------------------------------------- | ---------------------------------------- | ---------------------------------------- | ---------------------------------------- | ---------------------------------------- | ---------------------------------------- | ---------------------------------------- | ---------------------------------------- | ---------------------------------------- |
| Einwohner                                | 4753                                     | 7669                                     | 6652                                     | 7429                                     | 4434                                     | 4512                                     | 4069                                     | 3972                                     | 3617                                     |